# Demi-Quartier
Demi-Quartier este o comună în departamentul Haute-Savoie din sud-estul Franței. În 2009 avea o populație de 999 de locuitori.

## Evoluția populației
| An        | 1975 | 1982 | 1990 | 1999  | 2006  | 2009 |
| --------- | ---- | ---- | ---- | ----- | ----- | ---- |
| Populație | 687  | 794  | 866  | 1.029 | 1.042 | 999  |